# Loeseneriella lenticellata
Loeseneriella lenticellata là một loài thực vật có hoa trong họ Dây gối. Loài này được S.Y. Bao mô tả khoa học đầu tiên năm 2007.